# Stadium Municipal
Stade de Toulouse (normalt bare kendt som Stadium Municipal) er et stadion i Toulouse i Haute-Garonne-regionen af Frankrig, der bliver brugt til såvel fodbold som rugby. Stadionet er hjemmebane for Ligue 1-klubben Toulouse FC. Det har plads til 35.472 tilskuere.

## Historie
Stadium Municipal blev indviet i 1937, og gennemgik en renovering op til VM i fodbold 1998. Her lagde stadionet græs til seks kampe, blandt andet kampen mellem Sydafrika og Danmark, der endte uafgjort 1-1.

## Eksterne links
- Stadionprofil Arkiveret 28. oktober 2008 hos  Wayback Machine

43°35′00″N 1°26′03″Ø / 43.583296°N 1.434055°Ø